# 新界區專線小巴412線
新界區專線小巴412線是香港一條已停辦的專線小巴路線，循環行走葵涌邨及石籬，由棉記汽車旗下的君翔投資有限公司營運。

## 簡介及歷史
由於房屋署的舒緩擠迫戶措施，部份原有葵涌東北屋邨（石蔭邨、安蔭邨、石籬邨）的居民需遷居重建完成的葵涌邨，該批居民與葵涌東北原居住的屋邨街坊仍有聯繫，這個需求足以開辦一條專線小巴往來兩地，因此在居民及區議員爭取下，運輸署決定公開招標本路線，為兩地居民提供直接往來葵涌邨及葵涌東北的公共交通服務。
- 2007年3月23日：運輸署公開招標包括本路線在內的五條新界專線小巴路線[3]，最後由棉記運輸旗下的君翔投資有限公司投得。
- 2007年8月26日：本路線投入服務。
- 2011年4月24日：本路線調整票價，全程收費由$4.20調整至$4.50。[4]
- 2019年6月16日：本路線調整票價，全程收費由$5.40調整至$5.90。[5]
- 2022年2月1日：因客量不足而停止服務，由只於上課日繁忙時間服務的九龍巴士31A線取代。[6]

## 服務時間、班次及收費
此路線小巴所有班次皆由葵涌邨開出，服務時間為每日上午6時15分至下午10時正，約12至18分鐘一班。此路線全程收費為$5.90，並無任何分段收費。

## 行車路線
- 葵涌邨開：大窩口道，興芳路，葵興路，禾葵里，葵涌道，昌榮路迴旋處，昌榮路，和宜合道，梨木道，大白田街，石排街，圍乪街，和宜合道，昌榮路，昌榮路迴旋處，青山公路，健全街，禾塘咀街及大窩口道。